# ペパーミントの風に吹かれて
ペパーミントの風に吹かれて（ペパーミントのかぜにふかれて）は、かつてワタナベエンターテインメントに所属し、フリーで活動していたお笑いコンビ。

## メンバー
- 学ランの中沢（本名：中沢 健介、1979年7月10日 - ）
  - ツッコミ・ネタ作り担当、立ち位置は右。
  - 群馬県出身。血液型B型。
  - 学生時代はバスケットボール部だった[1]。

- 紳士服の成田（本名：成田 陽平、1979年1月1日 - ）
  - ボケ担当、立ち位置は左。
  - 青森県出身。血液型A型。
  - 学生時代はテニス部だった[1]。
  - 1度目のコンビ解散後、の西村裕一（元西村深村）と「幾三」というコンビを結成していたが、程なくして解散。
  - 2度目のコンビ解散後、の坂本崇裕（元ドリーマーズ）とコンビ「ワン・デシリットル」として活動。
  - 現在はピン芸人「成田デシリットル」として活動中。

## 概要、来歴
- ワタナベコメディスクール7期生出身。中沢と成田はお互いに予備校生だった頃に知り合った[2]。予備校の寮も一緒だったという[1]。
- コンビ名の由来は「オシャレ」な言葉を選んで付けられたという[3]。
- 最初のメンバーは13人であり[3]、本人たち曰く当時のポジションはボケ1人にツッコミ1人、あとの11人はうなずきというものだった[2]。ライブを行うごとにメンバーが減っていき、最終的にこのコンビに落ち着いた。なお、13人組だった時はメンバーの中に成田は居なかった。
- 時折、西口プロレスのライブにゲスト出演することもある。
- 結成以来フリーで活動してきたが、2009年7月頃にワタナベエンターテインメント所属となる。
- 2013年10月に解散し、西村裕一（元西村深村）のと「幾三」というコンビを結成するも程なくして解散。2014年12月に再結成をする。
- 再結成後は所属事務所を離れフリーランスとして活動をしていたが、現在は解散している。

## 芸風
- 持ちネタの中には、成田が合唱団の歌う既成の音楽に合わせて口パクをし、その横で中沢が心の中の台詞をふきだし型の紙をめくりながら心の中の台詞を表現していくというものがあり、この間二人は声を発することは無いが、最後の落ちの部分で自ら喋り出すことがまれにある。
- この他には、主にコントを演じている。

## 出演番組
- エンタの天使（日本テレビ系） - 第4回に出演、キャッチコピーは「ピリ辛☆エアー合唱団」
- ぐるぐるナインティナイン（日本テレビ系） - 2009年8月20日『おもしろ荘へいらっしゃい!』
- 爆笑トライアウト（NHK総合） - 2009年10月4日
  - 会場審査は8位（257TP）、視聴者投票は9位（197票）。
- 超能力スペシャル2010 今夜奇跡が?世界最強超能力者×最新脳科学 ナゾ解明プロジェクト（TBSテレビ）- 2010年1月4日
- 爆笑レッドカーペット（フジテレビ）- 2010年3月6日､キャッチコピーは「笑い さわやか」
- オンバト+（NHK総合）戦績0勝1敗 最高293KB
- NEWCOMER LIVESHOW シンガタ（日本テレビ）- 2010年10月23日
- 新世紀ネタキング決定戦（TOKYO MX、2011年1月20日）